# NihonLinux
nihonLinuxとはnihonsoftが後援しているLinuxディストリビューションのひとつである。現在は開発が停止している。当初はMandrivaの派生ディストリビューションの予定であったが、Debianの派生であるDebian Packaged by nihonlinuxしか公開されていない。

## 歴史
- 2002年9月26日 nihonsoftの代表取締役である[2]安部草平、会津大学の助教員であるCarl Vilbrandt、David Fuによってsourceforge.jp上で開発が開始される[3][4]。安部草平とCarl Vilbrandtは仮想ネットワーク組織(VNO; Virtual Networked Organizations)の一つである会津大学コンピュータアートラボで共同作業していた[5]。
- 2002年10月23日 会津大学のOSクラスが授業の実習として開発に加わる[6]。
- 2003年11月25日 Debian 3.0を派生したDELLサーバー向けのネットインストールCDであるDebian Packaged by nihonlinuxがリリースされた[7]
- 2004年4月1日 Debian Packaged by nihonlinuxのソースコードがリリースされた[8][9]

## ライセンス問題
David Fu氏及びnihonsoftはGPLを好んでいたが、講師であるCarl Vilbrandt氏はGPLに世界人権宣言の内容を盛り込んだライセンスであるGGPL(Greater Good Public Licensing、2003年11月20日にThe Common Good Public License(CGPL)に改称)を絶大に支持していた。そのため当初GPLなどのライセンスで認可されたものを含む配布物をGGPLで公開しようとし、多くの批判がなされた。

その後リリースされたDebian Packaged by nihonlinuxではCGPLではなく元のライセンスに基づいてリリースされた。ただし、ソースコードはISOを公開してから4ヶ月の間公開されなかった。